# Storchenbrücke
Die Storchenbrücke ist eine Schrägseilbrücke in Winterthur. Die 1996 fertiggestellte Strassenbrücke mit beidseitigen Gehsteigen und Velostreifen verbindet die Quartiere Tössfeld und Heiligberg über die Bahnstrecke Winterthur–Zürich. Die Brücke stellt heute ein Wahrzeichen von Winterthur dar und ist für Zugreisende aus Zürich das Eingangsportal zur Stadt.
Die Brücke ersetzte eine schmalere Vorgängerbrücke, sie wurde in einer Volksabstimmung 1993 als Alternative zu einer herkömmlichen Spannbetonbrücke vom Volk klar befürwortet. Der Bau der neuen Brücke begann 1995 und wurde 1996 fertiggestellt. Die Storchenbrücke wurde als weltweit erste Brücke mit zwei Tragseilen aus kohlenstofffaserverstärktem Kunststoff (CFK) ausgerüstet, deren Belastung laufend überwacht wird.
Nach der Brücke wurde eine nahe Haltestelle von Stadtbus Winterthur benannt, bei der die Linien 4 und 660 halten. Mit dem Bau der Storchenbrücke wurde die damals über die Brücke führende Trolleybuslinie 4 zuerst provisorisch und später definitiv in eine Autobuslinie umgewandelt.

## Beleuchtung
Im Rahmen des Stadtbeleuchtungskonzept «Stadtlicht» erhielt die Storchenbrücke 2009 eine nächtliche Beleuchtung. Der Pylon und die Untersicht werden orange, die Spannseile weiss beleuchtet. Für die Beleuchtung wurden LED-Lampen eingesetzt. Auch die Handläufe sind mit LED-Leuchten bestückt.